# Salut

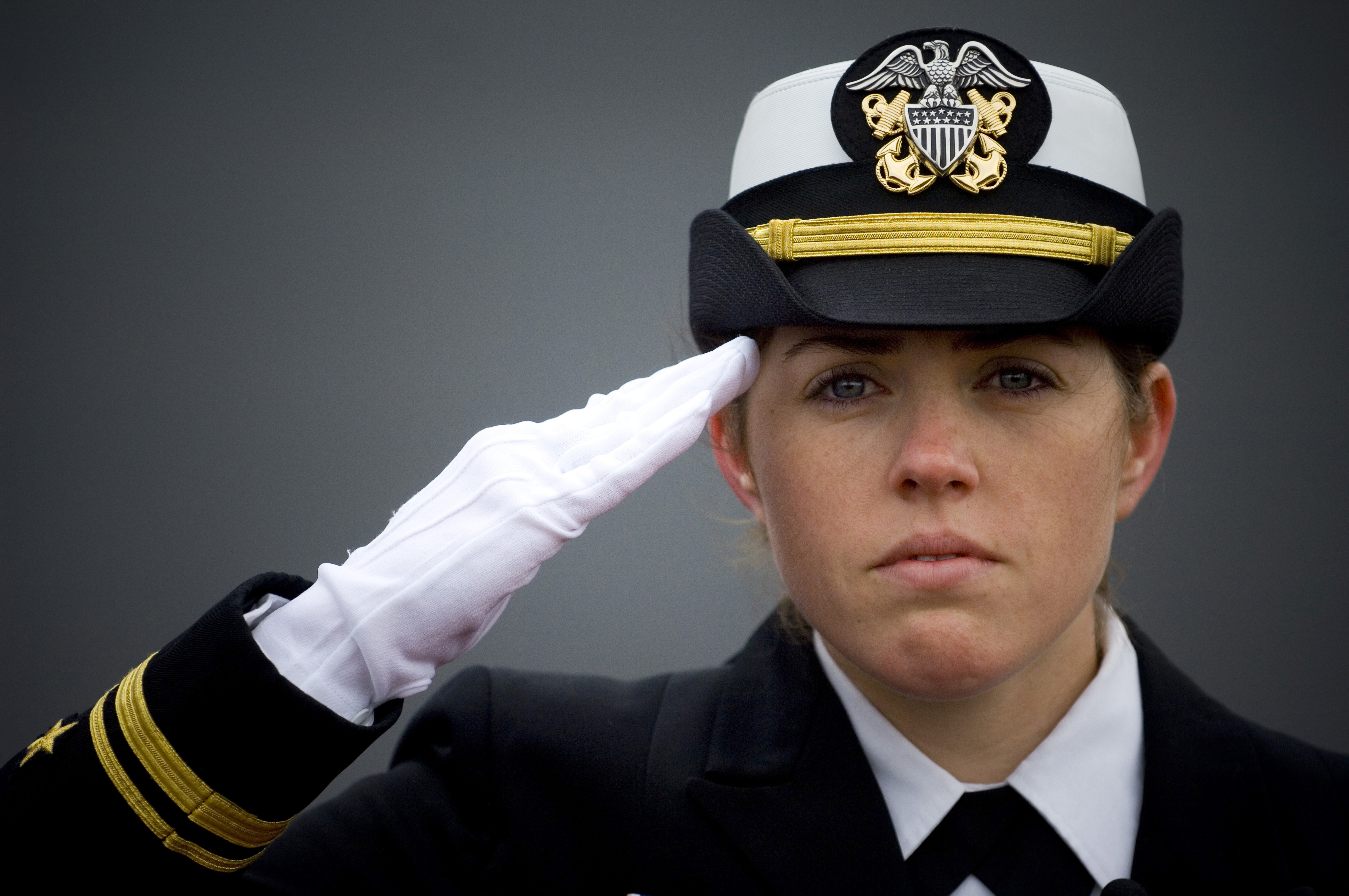
Salut militar (noiembrie 2008)

Salutul este un gest sau formulă uzuală de politețe la întâlnirea cu cineva sau la despărțire. Salutul este un semn al civilizației.

## Salutul cu pălăria
În Evul Mediu, numai nobilii aveau dreptul să poarte păr lung, pe care-l ascundeau sub pălării. Oamenii din popor nu aveau dreptul să poarte păr lung, dar aveau dreptul să poarte pălării. Când nobilii întâlneau oameni simpli, aceștia din urmă erau obligați să-și ridice pălăriile, spre a arăta nobililor că nu poartă păr lung. În caz de nerespectare, erau aspru sancționați. Obiceiul s-a perpetuat în timp, dar s-a schimbat încetul cu încetul, spre a deveni ceea ce cunoaștem astăzi: un semn de salut respectuos, reciproc.